# Francis Arinze
Francis Arinze (sinh 1932) là một Hồng y người Nigeria của Giáo hội Công giáo Rôma. Ông nguyên đảm trách vai trò Tổng trưởng Thánh bộ Phụng tự và kỉ luật Bí tích của Giáo triều Rôma. Cũng tại giáo triều, trước khi đảm nhiệm vai trò Tổng trưởng, ông còn đảm nhiệm nhiều trọng trách khác như Chủ tịch Ủy ban Giáo hoàng về Đối thoại Liên tôn, Tổng thư kí Phân ban Người ngoài Công giáo. Tại quê hương trong thời gian ban đầu được chọn làm Giám mục, ông đảm trách vai trò Chủ tịch Hội đồng Giám mục Nigeria (1979–1984), Tổng giám mục Trưởng Giáo tỉnh Onitsha – Tổng giám mục đô thành Tổng giáo phận Onitsha (1967–1985).

## Thân thế và tu tập
Hồng y Arinze sinh ngày 1 tháng 11 năm 1932, tại Eziowelle, Anambra, thuộc Nigeria. Ông là một người chuyển từ tín ngưỡng truyền thống của châu Phi sang Công giáo và được rửa tội vào ngày sinh nhật 9 tuổi bởi linh mục Michael Tansi, người đã được Giáo hoàng Gioan Phaolô II phong chân phước vào năm 1998. Cha mẹ ông sau đó cũng chuyển đổi sang Công giáo.
Ở tuổi 15, ông vào học tại Chủng viện All Hallows tại Onitsha, và tốt nghiệp năm 1950. Cha ông lúc đầu phản đối việc ông vào chủng viện, nhưng sau khi nhận thấy con mình có lòng hứng thú, cha ông lại khuyến khích Francis Arinze vào học chủng viện. Tuy đã tốt nghiệp, nhưng chủng sinh Arinze ở lại đây để giảng dạy cho đến năm 1953, song song với việc học triết học tại Chủng viện Bigard Memorial tại Enugu.
Năm 1955, ông đến Rôma để học thần học tại Đại học Giáo hoàng Urbanô, nơi ông nhận được văn bằng tiến sĩ trong thần học tín lý summa cum laude.

## Linh mục
Ngày 13 tháng 11 năm 1958, Phó tế Arinze tiến đến việc được truyền chức linh mục, là linh mục thuộc linh mục đoàn Tổng giáo phận Onitsha. Nghi thức truyền chức được cử hành bởi Hồng y Grégoire-Pierre XV Agagianian, Quyền Tổng trưởng Thánh bộ Phúc Âm hóa các Dân tộc (bộ Truyền giáo).
Sau khi thụ phong linh mục, linh mục Arinze vẫn ở Rôma và tiếp tục học, tốt nghiệp bằng thạc sĩ thần học năm 1959 và tiến sĩ ngày năm sau đó. Luận án tiến sĩ của ông về "Sự hiến tế của dân Ibo là lời giới thiệu về Thánh lễ" là nền tảng cho tác phẩm tham khảo của ông, "Hy sinh trong Tôn giáo Ibo" xuất bản năm 1970.
Từ năm 1961 đến năm 1962, Arinze đảm nhiệm vai trò giáo sư phụng vụ, logic và triết học cơ bản tại Đại Chủng viện Tưởng niệm Bigard. Từ đó, ông được bổ nhiệm làm thư ký khu vực về giáo dục Công giáo cho miền Đông Nigeria. Cuối cùng, Arinze được chuyển đến London, nơi ông theo học tại Học viện Giáo dục và tốt nghiệp năm 1964.

## Tổng giám mục tại Nigeria
Ngày 6 tháng 7 năm 1965, Tòa Thánh loan báo tin tức bất ngờ, Giáo hoàng đã quyết định tuyển chọn linh mục Francis Arinze, chỉ mới 33 tuổi và 7 năm linh mục, làm Tổng giám mục Phó Tổng giáo phận Onitsha, với vai trò Tổng giám mục Hiệu tòa Fissiana. Tân Tổng giám mục Phó đã được cử hành các nghi thức truyền chức sau đó vào ngày 29 tháng 8 cùng năm, với phần nghi thức truyền chức chính yếu được cử hành bởi 3 giáo sĩ cấp cao. Chủ phong cho tân giám mục là Tổng giám mục Onitsha Charles Heerey, C.S.Sp. Hai vị còn lại, với vai trò phụ phong, gồm có Tổng giám mục Tổng giáo phận Laoag John Kwao Amuzu Aggey và Giám mục Dominic Ignatius Ekandem, từ Giáo phận Ikot Ekpene. Tân Tổng giám mục chọn cho mình khẩu hiệu: Regnum Christi floreat.
Hai năm sau khi được chọn làm Tổng giám mục Phó, ngày 26 tháng 6 năm 1967, Tổng giám mục Heerey qua đời, trên cương vị Tổng giám mục Phó, ông đương nhiên trở thành Tổng giám mục Đô thành, Trưởng giáo tỉnh Onitsha. Trong thời gian đảm nhiệm vai trò Tổng giám mục Onitsha, ông còn được chọn làm Chủ tịch Hội đồng Giám mục Nigeria trong khoảng thời gian từ năm 1979 đến tháng 4 năm 1984.

## Về giáo triều, thăng Hồng y
Vai trò Chủ tịch Hội đồng Giám mục tại quê hương Nigeria kết thúc vào ngày 8 tháng 4 năm 1984, khi Giáo hoàng thông báo đã tuyển chọn Tổng giám mục Ainze về Giáo triều Rôma, đảm trách vai trò Tổng Thư kí Phân ban Người ngoài Công giáo. Ngày 9 tháng 3 năm 1985, ông chính thức từ nhiệm vai trò Tổng giám mục Onitsha tại Nigeria.
Qua Công nghị Hồng y năm 1985 cử hành ngày 25 tháng 5, Giáo hoàng Gioan Phaolô II vinh thăng Tổng giám mục Arinze tước vị Hồng y, phẩm trật Hồng y Đẳng Phó tế Nhà thờ S. Giovanni della Pigna. Hai ngày sau đó, ông được chọn làm Chủ tịch Uỷ ban Giáo hoàng về Đối thoại Liên tôn.
Sau 10 năm ở phẩm trật Hồng y Phó tế, ngày 29 tháng 1 năm 1996, ông được thăng Hồng y Linh mục Nhà thờ S. Giovanni della Pigna. Sáu năm sau đó, ngày 1 tháng 10 năm 2002, Giáo hoàng chọn ông làm Tổng trưởng Thánh bộ Phụng tự và Kỉ luật Bí tích.
Tân Giáo hoàng Biển Đức XVI đăng quang, quyết định thăng Hồng y Arinze làm Hồng y Đẳng Giám mục, một trong sáu vị trí Hồng y Giám mục của Giáo hội, với Nhà thờ Hiệu tòa Velletri–Segni. Ngày 9 tháng 12 năm 2008, ông rời khỏi chức vụ Tổng trưởng Thánh bộ Phụng tự và Kỉ luật Bí tích để hồi hưu.
Sau khi hồi hưu, hồng y Arinze vẫn hoạt động và trong năm 2009 đã có bài phát biểu tại Viện Augustine ở Denver. Ông tích cực rao giảng giáo lý thông qua Familyland TV đến Châu Mỹ, Philippines, châu Phi và châu Âu. Ông đã sản xuất hơn 1.700 chương trình truyền hình với tên gọi Tông đồ cho sự Dâng hiến Gia đình. Các chương trình bao gồm gần như tất cả các thông điệp và tông thư của Giáo hoàng Gioan Phaolô II, Công đồng Vatican II, và nhiều chủ đề khác. Tháng 7 năm 2009, ông trình bày một bài phát biểu quan trọng thúc đẩy đối thoại liên tôn tại Câu lạc bộ Thành phố Cleveland.